# Oospila flavilimes
Oospila flavilimes är en fjärilsart som beskrevs av W. Warren 1904. Oospila flavilimes ingår i släktet Oospila och familjen mätare. Inga underarter finns listade i Catalogue of Life.